# Білчанська сільська рада
Білча́нська сільська́ ра́да — колишня адміністративно-територіальна одиниця та орган місцевого самоврядування в Іванівському районі Одеської області. Адміністративний центр — село Білка.

## Загальні відомості
- Територія ради: 96,377 км²
- Населення ради: 1 539 осіб (станом на 2001 рік)
- Територією ради протікає річка Малий Куяльник

## Історія
Сільська рада утворена в 1939 році.
У 1962 році Більчанська сільська рада увійшла до складу Роздільнянського району.
Станом на 1 липня 1965 року Більчанська сільська Рада була частиною Роздільнянського району.

## Населені пункти
Сільській раді були підпорядковані населені пункти:
- с. Білка
- с. Блонське
- с. Жовте
- с. Маслове
- с. Черняхівське
- с. Шеметове

## Населення
Згідно з переписом 1989 року населення сільської ради становило 1557 осіб, з яких 735 чоловіків та 822 жінки.
За переписом населення 2001 року в сільській раді мешкало 1535 осіб.

### Мова
Розподіл населення за рідною мовою за даними перепису 2001 року:
| Мова       | Відсоток |
| ---------- | -------- |
| українська | 85,06 %  |
| російська  | 6,5 %    |
| молдовська | 4,29 %   |
| гагаузька  | 3,18 %   |
| болгарська | 0,39 %   |
| німецька   | 0,19 %   |
| білоруська | 0,06 %   |

## Склад ради
Рада складалася з 16 депутатів та голови.
- Голова ради: Костенюк Павло Герасимович
- Секретар ради: Косовська Надія Володимирівна

### Керівний склад попередніх скликань
| Прізвище, ім'я, по батькові | Основні відомості                                                         | Дата обрання          | Дата звільнення       |
| --------------------------- | ------------------------------------------------------------------------- | --------------------- | --------------------- |
| Костенюк Павло Герасимович  | Сільський голова, 1949 року народження, освіта вища, член Народної партії | 26.03.2006            | 31.10.2010            |
| Костенюк Павло Герасимович  | Сільський голова, 1949 року народження, освіта вища, член Партії регіонів | 31.10.2010 25.10.2015 | 25.10.2015 22.12.2019 |

Примітка: таблиця складена за даними сайту Верховної Ради України

### Депутати
За результатами місцевих виборів 2010 року депутатами ради стали:

#### За суб'єктами висування
| Суб'єкт висування            | Кількість обраних депутатів | %    |
| ---------------------------- | --------------------------- | ---- |
| Партія регіонів              | 8                           | 50   |
| Соціалістична партія України | 7                           | 43,8 |
| Самовисування                | 1                           | 6,3  |

#### За округами
| № округу                     | Прізвище, ім'я, по батькові    | Дата визнання обраним | Освіта  | Партійна приналежність                        | Відомості про обраного депутата                                |
| ---------------------------- | ------------------------------ | --------------------- | ------- | --------------------------------------------- | -------------------------------------------------------------- |
| Партія регіонів              |                                |                       |         |                                               |                                                                |
| 2                            | Нєдєлкова Ольга Іллівна        | 03.11.2010            | вища    | позапартійна                                  | Білчанська загальноосвітня школа, вчитель                      |
| 6                            | Фоліх Ганна Омелянівна         | 03.11.2010            | середня | позапартійна                                  | Білчанська сільська рада, начальник військово-облікового столу |
| 7                            | Чабан Ольга Віталіївна         | 03.11.2010            | вища    | позапартійна                                  | Більчанська сільська рада, головний бухгалтер                  |
| 8                            | Вдовіченко Валетина Григорівна | 03.11.2010            | середня | позапартійна                                  | Білчанський фельдшерсько-акушерський пункт, завідувачка ФАП    |
| 9                            | Косовська Надія Володимирівна  | 03.11.2010            | вища    | член Партії регіонів                          | Білчанська сільська рада, секретар                             |
| 11                           | Кішонус Юрій Павлович          | 03.11.2010            | середня | позапартійний                                 | тимчасово не працює                                            |
| 14                           | Шепеленко Михайло Миколайович  | 03.11.2010            | середня | позапартійний                                 | приватний підприємець                                          |
| 15                           | Нечепуренко Тетяна Борисівна   | 03.11.2010            | середня | позапартійна                                  | аптека с. Білка, аптекар                                       |
| Соціалістична партія України |                                |                       |         |                                               |                                                                |
| 1                            | Іванов Віктор Вікторович       | 03.11.2010            | середня | позапартійний                                 | ПП «Матвієнко», водій                                          |
| 3                            | Крижановська Лариса Іванівна   | 03.11.2010            | середня | член Соціалістичної партії України            | тимчасово не працює                                            |
| 4                            | Драгнєва Світлана Миколаївна   | 03.11.2010            | середня | член Соціалістичної партії України            | тимчасово не працює                                            |
| 5                            | Макаренко Світлана Василівна   | 03.11.2010            | середня | член Соціалістичної партії України            | приватний підприємець                                          |
| 12                           | Раденко Павло Олександрович    | 03.11.2010            | середня | член Соціалістичної партії України            | агрофірма ТОВ «Перемога-1», обліковець                         |
| 13                           | Баранчик Вячеслав Вікторович   | 03.11.2010            | середня | член Соціалістичної партії України            | тимчасово не працює                                            |
| 16                           | Петкович Ольга Миколаївна      | 03.11.2010            | середня | член Соціалістичної партії України            | Щорсівська загальноосвітня школа, вчитель                      |
| Самовисування                |                                |                       |         |                                               |                                                                |
| 10                           | Франчук Ніна Леонтіївна        | 03.11.2010            | середня | член Всеукраїнського об'єднання «Батьківщина» | тимчасово не працює                                            |